# Шеллсбург (Айова)
Шеллсбург (англ. Shellsburg) — місто (англ. city) в США, в окрузі Бентон штату Айова. Населення — 961 особа (2020).

## Географія
Шеллсбург розташований за координатами 42°5′35″ пн. ш. 91°52′16″ зх. д. / 42.09306° пн. ш. 91.87111° зх. д. (42.092941, -91.870984).  За даними Бюро перепису населення США в 2010 році місто мало площу 1,98 км², уся площа — суходіл.

## Демографія
Згідно з переписом 2010 року, у місті мешкали 983 особи в 428 домогосподарствах у складі 276 родин. Густота населення становила 495 осіб/км².  Було 455 помешкань (229/км²).
Расовий склад населення:
| - 96,7 % — білих - 1,0 % — корінних американців - 0,7 % — чорних або афроамериканців - 0,1 % — вихідців з тихоокеанських островів - 0,1 % — азіатів |

До двох чи більше рас належало 1,3 %. Частка іспаномовних становила 0,5 % від усіх жителів.
За віковим діапазоном населення розподілялося таким чином: 20,9 % — особи молодші 18 років, 59,8 % — особи у віці 18—64 років, 19,3 % — особи у віці 65 років та старші. Медіана віку мешканця становила 44,6 року. На 100 осіб жіночої статі у місті припадало 94,3 чоловіків;  на 100 жінок у віці від 18 років та старших — 85,7 чоловіків також старших 18 років.
Середній дохід на одне домашнє господарство  становив 70 688 доларів США (медіана — 48 162), а середній дохід на одну сім'ю — 79 806 доларів (медіана — 69 583). Медіана доходів становила 50 234 долари для чоловіків та 36 875 доларів для жінок. За межею бідності перебувало 17,7 % осіб, у тому числі 28,8 % дітей у віці до 18 років та 12,9 % осіб у віці 65 років та старших.
Цивільне працевлаштоване населення становило 550 осіб. Основні галузі зайнятості: освіта, охорона здоров'я та соціальна допомога — 18,5 %, роздрібна торгівля — 13,8 %, фінанси, страхування та нерухомість — 12,9 %, виробництво — 12,7 %.